# Herrschaft Fraunhofen

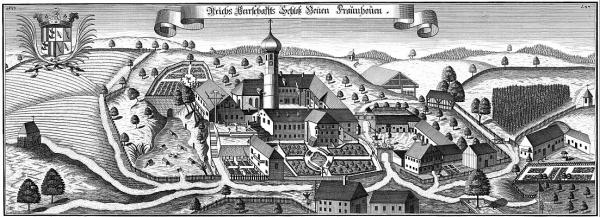
Schloss Neufraunhofen um 1700 nach Michael Wening

Die Herrschaft Fraunhofen war ein Territorium des Heiligen Römischen Reiches unter der Herrschaft der Familie von Fraunhofen. Sie hatte den Status der (von Bayern allerdings bestrittenen) Reichsunmittelbarkeit und lag im heutigen niederbayerischen Landkreis Landshut.

## Geschichte
Das Geschlecht der Fraunhofen, ein erstmals Anfang des 11. Jahrhunderts nachweisbares Ministerialengeschlecht, nannte sich nach dem Ort Fraunhofen. 1077 bestätigte eine Kaiserurkunde Heinrich IV. Frawnhofen als zum Kloster Frauenchiemsee seit seiner Gründung im 8. Jahrhundert gehörig.
Im 13. Jahrhundert gelang es den Herren von Fraunhofen, sich die Sonderstellung einer vom baierischen Herzog unabhängigen Herrschaft zu sichern. Die Wittelsbacher erkannten jedoch die Reichsunmittelbarkeit derer von Fraunhofen nicht an, und es blieb bis zur Mediatisierung am Beginn des 19. Jahrhunderts eine unentschiedene Streitfrage, ob die von Fraunhofen dem Landesherrn unterstellt seien oder als Reichsstand direkt dem Kaiser.  Eine Verbindung des Geschlechts der Fraunhofen mit dem der Fraunberger auf Fraunberg lässt sich vermuten, ist familiengeschichtlich aber nicht zu beweisen. Erst Anfang des 13. Jahrhunderts ist ein Zusammenschluss der beiden Besitzstände Fraunberg und Fraunhofen durch Erbheirat so gut wie gesichert.
Um 1390 übernahm Wilhelm von Fraunhofen einen Sitz im späteren Neufraunhofen und baute die Burg neu aus, während sein Vetter in Fraunhofen blieb, das nunmehr Alten Fraunhofen genannt wurde. 1409 wurde die Reichsherrschaft in Alt- und Neufraunhofen aufgeteilt und war im Besitz zweier Linien des Geschlechts derer von Fraunhofen. Die Reichsherrschaft Fraunhofen gliederte sich in die Obmannschaften Altfraunhofen (zugleich Hofmark), Oberheldenberg, Holzhausen, Neufraunhofen (zugleich Hofmark) und Baierbach.
Nach dem kinderlosen Tod des aus der altfraunhofischen Linie stammenden Reichskammergerichtspräsidenten Georg Theseres 1599 fiel die gemeinsame Herrschaft in die Hände der Brüder Hans Wolf und Hans Wilhelm aus der Neufraunhofer Linie. Bis zum Ende des Alten Reiches ließen sich die Fraunhofen vom Kaiser mit den beiden Herrschaften Alt- und Neufraunhofen belehnen. Von Seiten der Wittelsbacher gestand man den Fraunhofen allerdings im Wesentlichen nur die Verwaltung ihrer grundherrschaftlichen Besitzungen zu.
Mit der Rheinbundakte 1806 kam der Ort zu Bayern.  Die Reichsherrschaft wurde in die königlich bayerisch lehenbaren Herrschaften Alt- und Neufraunhofen umgewandelt. Die Gerichtsschreiberei im heutigen Kuratiegebäude in Neufraunhofen übernahm ein aus München beorderter Kommissar. Leopold Albrecht Maria Reichsfreiherr von Alten- und Neufraunhofen starb im Jahr 1809.
Die niedere Gerichtsbarkeit verblieb noch beim Patrimonialgericht bis 1848. Das Schloss in Altfraunhofen wurde 1858 abgebrochen.  Der bayerische Staatsminister Freiherr Maximilian von Soden-Fraunhofen (1844–1922), der 1916 in den erblichen bayerischen Grafenstand erhoben wurde, erbte 1865 das Schloss Neufraunhofen von seinem Großonkel Carl August von Fraunhofen (1794–1865), welches sich bis heute im Besitz seiner Linie, der Grafen von Soden-Fraunhofen, befindet.